# Vollmarshäuser Teiche
Die Vollmarshäuser Teiche sind ein Naturschutzgebiet in der hessischen Gemeinde Lohfelden im Landkreis Kassel.

## Allgemeines
Das Naturschutzgebiet mit der Gebietsnummer 1633012 ist circa 5,5 Hektar groß. Das Gebiet steht seit dem 20. November 1984 unter Naturschutz.

## Beschreibung
Das Naturschutzgebiet liegt südöstlich von Kassel. Es stellt ein Feuchtgebiet unter Schutz. Das Gebiet ist zu einem Großteil mit Gehölzen bestanden. Dazwischen finden sich Bereiche mit Röhrichten. In einem kleinen Bereich im Süden des Naturschutzgebietes ist eine Feuchtwiese ausgebildet. Diese ist vom Hauptteil des Naturschutzgebietes durch die Landesstraße 3203 getrennt, die das Gebiet ansonsten nach Südosten begrenzt. Im Nordwesten verläuft ein Wirtschaftsweg am Rand des Naturschutzgebietes. Das Gebiet ist Lebensraum verschiedener Amphibien- und Vogelarten.

## Neuer Vollmarshäuser Teich
Auf der nordwestlich an das Naturschutzgebiet angrenzenden Fläche befindet sich der Neue Vollmarshäuser Teich. Dieser geht auf einen um 1700 für die Fischzucht angelegten Teich zurück. Im Laufe der Zeit verlandete der Teich. 1960 wurde ein Graben angelegt, um das Areal zu entwässern und als Wiese landwirtschaftlich zu nutzen. Anfang 2003 wurde der Vollmarshäuser Teich als Ausgleichsmaßnahme für das Güterverkehrszentrum Kassel wiederhergestellt. Hierfür wurde ein seitlich an der Wiese vorbeiführender Graben auf die Wiese umgeleitet und aufgestaut.
Da der Teich in trockenen Sommern leicht austrocknete, wurde das Teichniveau im September 2011 um circa 1,2 Meter abgesenkt. Im Dezember 2011 wurde am Rand des Neuen Vollmarshäuser Teiches ein Beobachtungsstand errichtet. 2013 wurde ein Nisthilfe für Weißstörche installiert.
In dem Teich haben sich verschiedene Wasserpflanzen angesiedelt. Die Uferbereiche werden von Röhrichten und Seggenrieden eingenommen. Teilweise sind darin Gehölze eingebettet. Weiterhin siedeln Hochstaudenfluren. Östlich des Neuen Vollmarshäuser Teiches befindet sich eine Grünlandfläche, die als Weide genutzt wird. Im Nordosten des Gebietes wurde eine Streuobstwiese angelegt.
Das Gebiet beherbergt unter anderem die Vogelarten Graugans, Blässhuhn, Teichhuhn, Zwergtaucher, Eisvogel, Mönchs- und Dorngrasmücke und Amphibien wie Teichfrosch und Erdkröte.
Das Gebiet wird von der NABU-Gruppe Kaufungen/Lohfelden und der Agendagruppe Umwelt- und Naturschutz Lohfelden betreut.